# Óbudai Hockey Academy
Az Óbudai Hockey Academy egy magyarországi jégkorongcsapat Budapesten, ami a másodosztályú Andersen Ligában szerepel. A klub a hazai mérkőzéseit az Óbudai Jégcsarnokban játssza.

## Története
A klub 2023-tól szerepel a másodosztályú Andersen Ligában.

## Szezonok
| Alapszakasz | Alapszakasz | Alapszakasz | Alapszakasz | Alapszakasz | Alapszakasz | Alapszakasz | Alapszakasz | Alapszakasz | Rájátszás                                    | Rájátszás                   | Rájátszás                   | Rájátszás                   |
| Szezon      | LM          | GY          | GY.H.       | V. H.       | V           | G           | P           | Helyezés    | Negyeddöntő                                  | Elődöntő                    | Döntő                       | Eredmény                    |
| ----------- | ----------- | ----------- | ----------- | ----------- | ----------- | ----------- | ----------- | ----------- | -------------------------------------------- | --------------------------- | --------------------------- | --------------------------- |
| 2023–24     | 20          | 5           | 0           | 2           | 13          | 59-96       | 6           | 9.          | Nem jutott be a rájátszásba                  | Nem jutott be a rájátszásba | Nem jutott be a rájátszásba | Nem jutott be a rájátszásba |
| 2024–25     | 18          | 3           | 2           | 0           | 13          | 72:114      | 13          | 8.          | Vereség a Goodwill Pharma Szeged ellen (0-2) | -                           | -                           | -                           |